# Las aventuras de Zachary Beaver
When Zachary Beaver Came To Town (Las aventuras de Zachary Beaver en España) es una película estadounidense de 2003 dirigida por John Schultz. Está basada en la novela infantil homónima de  Kimberly Willis Holt. Protagonizada por Jonathan Lipnicki, Cody Linley, Eric Stoltz, Jane Krakowski, Kevin Corrigan y Sasha Neulinger.

## Sinopsis
Toby (Jonathan Lipnicki) y Cal (Cody Linley), dos niños disfrutan de un lindo verano en Granger, Texas, hasta que Zachary Beaver (Sasha Neulinger), "el niño más gordo del mundo" llega a la ciudad. Pero Toby y Cal intentan bautizarlo antes de que Paulie (Kevin Corrigan) llegue.

## Reparto
- Jonathan Lipnicki - Toby
- Cody Linley - Cal
- Eric Stoltz - Otto
- Jane Krakowski - Heather
- Sasha Neulinger - Zachary Beaver
- Jesse Pennington - Wayne
- Lou Perryman - Ferris
- Kevin Corrigan - Paulie
- Amanda Alch - Scarlet
- Joanna McCray - Tara

- Datos: Q4025266